# Monument Valley (Computerspiel)
Monument Valley (deutsch: Tal der Monumente) ist ein Adventure- und Knobelspiel, das 2014 vom britischen Entwicklungsstudio Ustwo veröffentlicht wurde. Es ist für die Plattformen Android, iOS, Windows und Windows Phone erhältlich.

## Handlung
Der Spieler steuert den Spielercharakter Prinzessin Ida durch das Tal der Monumente. Sie hatte die „Heilige Geometrie“ gestohlen und muss diese zurückbringen, um Vergebung zu finden.

## Spielprinzip und Technik
Der Spieler steuert Ida mit Touch-Gesten aus einer Isometrischen Perspektive durch zehn Levels mit Labyrinthen aus optischen Täuschungen und unmöglichen Figuren, die von der Spielfigur erforscht und verändert werden müssen, um den jeweiligen Ausgang zu erreichen.

## Produktionsnotizen
Das Spiel wurde von Ustwo zunächst als native App für iPhone, iPod touch und iPad entwickelt, im folgenden Monat auf Android portiert. Gestaltet wurde das Spiel von Game Designer Ken Wong, das im visuellen Design Ähnlichkeiten mit Grafiken von M. C. Escher hat, sowie von Spielen wie Fez inspiriert ist.

## Rezeption
Das Spieldesign wurde mit Grafiken von M. C. Escher verglichen und in zahlreichen Kritiken gelobt. 2014 gewann das Spiel den Apple Design Award, führte die App-Store-Charts an und wurde nach Angaben des Produzenten alleine für iOS über eine Million Mal verkauft. Die Bewertungen des Spiels fielen überwiegend positiv aus. Auf Metacritic wurde aus 37 aggregierten Rezensionen eine Durchschnittswertung von 89 ermittelt. Zahlreiche Kritiken loben das gelungene Artwork, das auch im Detail überzeuge, sowie das Sound-Design. Spiegel Online bezeichnet Monument Valley als „ein wunderschönes Spiel. Schlicht und effektiv in der Grafik, minimal und hypnotisch in der Musik.“ Kritisch gesehen werden der geringe Schwierigkeitsgrad, die eher kurze Spieldauer von zwei bis drei Stunden und der Preis.
Das Spiel wird in der 31 Folge der 3. Staffel von House of Cards erwähnt. Es soll sich hierbei um keine bezahlte Produktplatzierung handeln.
Auszeichnungen
- Game Developers Choice Awards 2015[8]
  - Innovation Award
  - Best Handheld/Mobile Game
  - Best Visual Art
- British Academy Games Awards 2015[9]
  - Best British Game
  - Best Mobile & Handheld Game
- Academy of Interactive Arts & Sciences DICE Awards 2015[10]
  - Art Direction